# Rudel
Rudel betegnelsen for en flok vildtlevende dyr især hjorte (kronhjorte, dådyr, sikavildt) – om en flok rådyr anvendes ordet spring, rotte anvendes om en flok vildsvin.
| Dyr | Spire Denne artikel om dyr er en spire som bør udbygges. Du er velkommen til at hjælpe Wikipedia ved at udvide den. |